# Enllaç C-Bi
La química de l'organobismut és la química dels compostos organometàl·lics que contenen un enllaç químic carboni-bismut (C-Bi).
Les aplicacions són rares, encara que els compostos de bismut i el bismut són els menys tòxics entre els metalls pesants i són relativament barats. Els principals estats d'oxidació del bismut són Bi(III) i Bi(V), com en tots els elements del grup 15. L'energia d'un enllaç al carboni en aquest grup disminueix en l'ordre P> As> Sb> Bi. El primer ús del bismut en química orgànica va ser l'oxidació dels alcohols per Challenger el 1934 (utilitzant Ph₃Bi (OH)₂). El coneixement sobre les espècies metilades de bismut en el medi ambient i el medi biològic és molt limitat. Els heterocicles d'organobismut són el bismol (C₄H₄BiH) i el bismabenzè (C₅H₅Bi).

## Química de l'organobismut(V)
Els compostos Bi(V) són fortament oxidants a causa de l'efecte de parell inert i l'efecte relativista. Els agents oxidants són Ph₃Bi(OOtBu)₂, Ph₃BiCO₃ i (Ph₃BiCl)₂O. Els substrats per a l'oxidació són oximes, tiols, fenols i fosfines. S'han utilitzat compostos com Ph₅Bi i Ph₃BiCl₂ en l'arilació de compostos d'arens i compostos de 1,3-dicarbonil:
Els compostos Bi(V) es poden accedir a través de compostos Bi(III), per exemple:
Me₃Bi + SO₂Cl₂ → Me₃BiCl₂
Me₃BiCl₂ + 2 MeLi → Me₅Bi
Bi(V) forma fàcilment un catió, per exemple:
Ph₅Bi + BPh₃ → Ph₄Bi+[BPh₄]−
o un complex at, per exemple:
Ph₅Bi + PhLi → Li+[Ph₆Bi−]
L'estabilitat tèrmica dels compostos R₅M disminueix en l'ordre As> Sb> Bi, i els compostos aril són més estables que els compostos alquils. El Me₅Bi es descompon de forma explosiva als 20 °C.

### Estructura i propietats
El pentafenilbismut (Ph₅Bi) és piramidal quadrat semblant al pentafenilantimoni, mentre que el pentametilbismut és, com s'esperava de la teoria RPECV, bipiramidal trigonal. Tots dos compostos tenen un color violeta.

## Química de l'organobismut(III)
Es pot accedir als compostos del tipus R₃Bi per reacció de clorur de bismut amb compostos d'organoliti o Grignards: 
BiCl₃ + 3 RLi (o RMgCl) → R₃Bi + 3 MgCl₂ (o LiCl)
El trifenilbismut (Ph₃Bi), a diferència dels compostos de fòsfor, arsènic i antimoni relacionats, sofreix una lleugera redistribució amb el trihalur per donar derivats mixtos, com el clorur de difenilbismut (Ph₂BiCl).
El iodur de bismut(III) és un catalitzador en la reacció aldòlica de Mukaiyama. El Bi(III) també s'utilitza en una al·lilació de compostos carbonils del tipus Barbier en combinació amb un agent reductor com el zinc o el magnesi, possiblement formant in situ el catalitzador actiu Bi(0).
El compost cíclic bismol (C₄H₄BiH), un anàleg estructural del pirrole (C₄H₄NH), no s'ha aïllat, però són coneguts els bismols substituïts.

## Salicilats
El subsalicilat de bismut (C₇H₅BiO₄), comunament conegut com a «Pepto-Bismol ®» o «bismut rosa», s'utilitza pel tractament de la nàusea, la indigestió, el malestar estomacal, la diarrea, gastritis, i altres malestars temporals del tracte gastrointestinal. No obstant això, tot i que implica un grup funcional orgànic (vegeu àcid salicílic), el bismut no està enllaçat directament amb cap àtom de carboni i, en canvi, és químicament un quelat.